# Jean Ferré
Jean Ferré (Saint-Pierre-les-Églises, 29 mei 1929 – Saint-Germain-en-Laye, Frankrijk, 10 oktober 2006) was een Franse journalist en tevens de man die in 1987 aan de basis lag van Radio Courtoisie.
Ferré was sinds het begin van de jaren tachtig een van de bekende stemmen op de Franse radio. In zijn "Libre journal" dat elke maandagavond van 18 tot 21 uur te beluisteren was, liet hij wekelijks gedurende drie uur prominente schrijvers, wetenschappers en artiesten aan het woord, zoals Jean Sévillia, Jean Dutourd, Maurice Druon en Jean Raspail.
De monarchist en katholiek Ferré was een groot bewonderaar van Charles Maurras en kon politiek rechts worden gesitueerd. In 1956 lanceerde hij het opinieblad C'est à dire, waaraan ook beroemde historici als Jean-François Chiappe bijdragen leverden. Tijdens de burgeroorlog in Algerije (1954-1962) stond hij aan de zijde van hen die wilden dat Algerije Frans zou blijven.
Aan het eind van de jaren zeventig was Ferré werkzaam bij Le Figaro Magazine, waarin hij een vaste rubriek had over radio en televisie, en aan het begin van de jaren tachtig werd hem gevraagd om radioprogramma's te gaan presenteren op de in 1981 opgerichte zender Radio Solidarité. Halverwege de jaren tachtig verliet hij deze radio als gevolg van onenigheid over de te volgen koers, en in 1987 richtte hij zijn eigen radio op, Radio Courtoisie.
Ferré schreef meerdere boeken, waaronder een aantal over de Franse kunstschilder Watteau. 
Hij overleed op 77-jarige leeftijd en werd op 16 oktober 2006 onder grote belangstelling begraven in Saint-Germain-en Laye.